# Vinícola del Priorat
Vinícola del Priorat és un celler cooperatiu fundat l'any 1991 per agrupar la producció de les petites cooperatives locals. Situat a Gratallops dins la Denominació d'Origen Qualificada Priorat, integra les antigues cooperatives locals de 4 poblacions de la comarca del Priorat: Gratallops, el Lloar, la Vilella Alta i la Vilella Baixa, fundades a partir del 1917.
És l'única cooperativa de la DOQ Priorat formada per productors pagesos que gestiona íntegrament el procés de producció, elaboració i comercialització del vi. Formada per uns 140 socis productors, i amb un total de 210 hectàrees de vinya, els pagesos i pageses treballen vinyes de petites dimensions i amb una baixa producció per cep.
La seva producció anual és d'unes 320.000 ampolles aproximadament dins de la Denominació d'Orígen Qualificada Priorat. L'any 2009 exportà el 80% de la seva producció.
En les instal·lacions del Molí Nou de la Vilella Alta produeixen oli d'oliva verge extra a partir de 320 hectàrees d'oliveres de la varietat arbequina.
Les seves marques de vi són Ònix, Clos Gebrat, L'Obaga, Nadius, Mas dels Frares i Vins de Vila Vinícola del Priorat. Les marques d'oli d'oliva verge extra són Molí Nou i Pedra de Molí.